# Nordwestplattform
Koordinaten: 62° 11′ 0″ S, 58° 58′ 0″ W
Die Nordwestplattform (chinesisch 西北平台, Pinyin Xīběi píngtái) ist eine 35 bis 40 Meter hoch gelegene Ebene im Nordwesten der Fildes-Halbinsel von King George Island, der größten der Südlichen Shetlandinseln. 
Nördlich der Zentralpassage, wo sie im Osten an die Davies Heights (auf der deutschen Karte von 1984 als „Zentralberge“ beschriftet) grenzt, nimmt die Plattform die westliche Hälfte der Halbinsel ein; südlich der Gemel Peaks, wo sie östlich von den Südbergen begrenzt wird, läuft sie keilförmig nach Südwesten aus und endet beim Horatiobach an der Basis der Flat Top Peninsula.
Die Ebene ist von flachen Tälchen durchzogen und wird von einzelnen Felsspitzen (wie den erwähnten Gemel Peaks) und Kuppen überragt; die Höhenzüge sind durch steile Flanken von der Ebene abgesetzt.
Nach Westen, zur Drakestraße hin, bildet die Plattform eine Steilküste, die von kleinen Buchten unterbrochen ist. Von Nordosten nach Südwesten sind dies See-Elefanten-, Granit-, Wal- und Muschelbucht, Bothy Bay („Seebärenbucht“ auf der Karte), Skua-, Biologen- und Horatiobucht.
Der Steilküste ist eine breite, von einzelnen Klippen überragte Brandungsplattform vorgelagert.
Im Rahmen zweier deutscher Forschungsreisen zur Fildes-Halbinsel in den Jahren 1981/82 und 1983/84 unter der Leitung von Dietrich Barsch (Geographisches Institut der Universität Heidelberg) und Gerhard Stäblein (Geomorphologisches Laboratorium der Freien Universität Berlin) wurde die Plattform zusammen mit zahlreichen weiteren bis dahin unbenannten geographischen Objekten der Fildes-Halbinsel neu benannt und dem Wissenschaftlichen Ausschuss für Antarktisforschung (Scientific Committee on Antarctic Research, SCAR) gemeldet.
In ihrem Expeditionsbericht interpretiert die Gruppe um Barsch und Stäblein die Ebene als gehobene Brandungsplattform und die steilen Flanken der Höhenzüge als ehemalige Kliffküste.

## Quelle
Dietrich Barsch, Wolf-Dieter Blümel, Wolfgang-Albert Flügel, Roland Mäusbacher, Gerhard Stäblein und Wolfgang Zick: Untersuchungen zum Periglazial auf der König-Georg-Insel, Südshetlandinseln/Antarktika. Deutsche physiogeographische Forschungen in der Antarktis. Bericht über die Kampagne 1983/84. Berichte zur Polarforschung Nr. 24, November 1985. hdl:10013/epic.10024.d001, abgerufen am 7. November 2019